# Mill Creek (Virgínia Ocidental)
Mill Creek é uma cidade  localizada no estado norte-americano de Virgínia Ocidental, no Condado de Randolph.

## Demografia
Segundo o censo norte-americano de 2000, a sua população era de 662 habitantes.
Em 2006, foi estimada uma população de 651, um decréscimo de 11 (-1.7%).

## Geografia
De acordo com o United States Census Bureau tem uma área de
1,2 km², dos quais 1,2 km² cobertos por terra e 0,0 km² cobertos por água. Mill Creek localiza-se a aproximadamente 621 m acima do nível do mar.

## Localidades na vizinhança
O diagrama seguinte representa as localidades num raio de 24 km ao redor de Mill Creek.